# Giornalismo di moda
Il giornalismo di moda si sviluppa in Francia a partire dalla seconda metà del XVIII secolo, inizialmente tra le élite europee nobili e borghesi, in seguito anche tra i ceti medi.

## Descrizione e storia
Specchio di un'epoca caratterizzata da grandi cambiamenti socio-culturali, questo nuovo genere giornalistico è veicolato alle persone anche grazie allo sviluppo dei mezzi di comunicazione, capaci di raggiungere una vastità di pubblico impensabile nei decenni precedenti. Si tratta di un nuovo modello comunicativo, nel quale l'informazione e la cronaca si accompagnano a testi più leggeri, di argomento artistico e culturale. Ma, soprattutto, di moda.
L'apparato testuale viene quindi affiancato da immagini indispensabili per raccontare le evoluzioni del gusto e del costume, aggiornando i lettori - ma più spesso si parla di lettrici - sui repentini cambiamenti delle mode cittadine.
All'aspetto divertente, quasi ludico, caratteristico degli articoli di costume e delle inserzioni di moda, questo giornalismo accosta una componente istruttiva e razionale, inevitabile influenza dell'Illuminismo, la cui cultura ha grande diffusione proprio in quegli anni.
A Milano nasce Il Giornale delle dame e delle mode di Francia che si ispira al modello francese.

### Moda e società

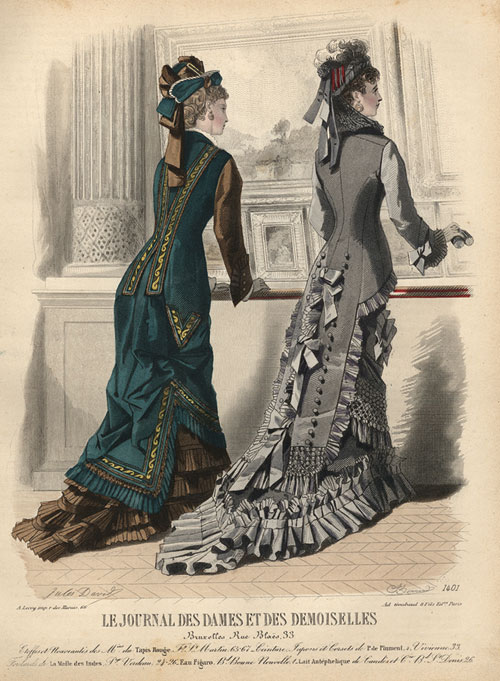
Le Journal des Dames, periodico di moda tra i più longevi, edito in Francia a partire dal 1759

L'interesse per la moda, in quanto fenomeno sociale, si afferma definitivamente nelle società borghesi agli inizi del XIX secolo, con la nascita delle società democratiche. Non è certo un caso che questo fenomeno si sviluppi, prima che altrove, presso Francia e Inghilterra, paesi che vedono precocemente instaurarsi nel proprio nucleo sociale il valore dell'individualità. La moda, e la necessità di comunicarla, si impone come fenomeno sociale quando il vestito non serve più a distinguere le posizioni sociali, ma obbedisce alla libertà individuale. Se durante il Medioevo l'abito si faceva carico di segnalare i rapporti gerarchici che intercorrevano tra le persone, marcando una chiara distinzione tra i diversi ordini sociali, esprimendo il rango, il lignaggio o il mestiere, a partire dalla seconda metà del XVIII secolo si assiste invece ad una progressiva cancellazione delle divisioni, rivelatrice di una grave crisi sociale che sfocerà nella Rivoluzione francese. Il decreto dell'8 brumaio dell'anno II (29 ottobre 1793) annuncia infatti che 

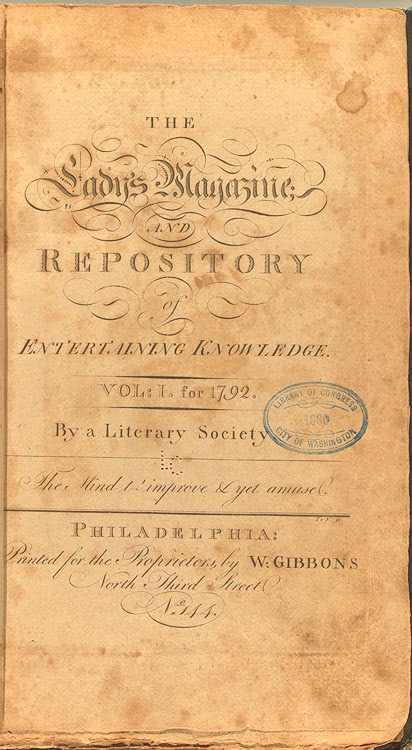
The Lady's Magazine, una copertina del 1792

A questa altezza storica la moda non è ancora da considerarsi oggetto letterario, né tantomeno di interesse giornalistico, ma in breve tempo, durante il periodo del Consolato e, soprattutto, dell'Impero, essa trova posto all'interno di giornali specializzati, appunto i periodici di moda; questo tipo di letteratura giornalistica era infatti tra le poche accettate da Napoleone.

### Le basi di un nuovo giornalismo
I periodici femminili si ispirano a giornali di successo, già conosciuti dai lettori, e molto diffusi. Il target di riferimento è, in particolar modo, la fascia della popolazione cittadina più istruita. Tuttavia il giornale di moda non è destinato soltanto a fruitori colti, almeno nelle intenzioni questo particolare tipo di stampa è pensato per donne, e in minor parte anche uomini, che desiderino tenersi aggiornati riguardo ai rapidi cambiamenti che contraddistinguono la società in cui vivono; donne che vogliono prendere parte al percorso evolutivo di un ambiente culturale effervescente, quello della Francia, e in seguito dell'Europa rivoluzionaria.
La Rivoluzione ha consentito infatti l'ampliarsi delle pubblicazioni di opuscoli e periodici, e dunque una maggiore libertà nella diffusione di opinioni alternative all'ormai superato pensiero monarchico. I giornalisti sono portati ad offrire la propria visione critica, cercando di trattare argomenti che non si discostino dalle tematiche più apprezzate dal pubblico femminile dell'epoca.
Tra le contaminazioni che influenzano il giornalismo femminile ci sono la stampa satirica e quella galante, che promuovono lo stile di vita opulento caratteristico della lussuosa vita di corte, proponendo al pubblico resoconti di vita mondana e discussioni simili a conversazioni da salotto. D'altra parte anche le numerose riviste letterarie diffuse all'epoca contribuiscono a delineare i contenuti di una forma di giornalismo ancora in fase di sperimentazione, non estranea a contraddizioni e stereotipi.

### Riviste e autori

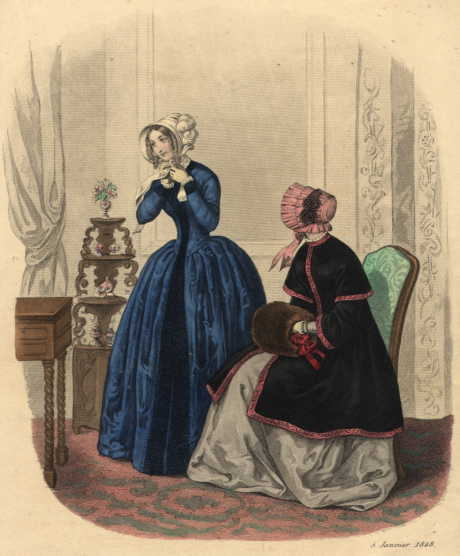
La Mode, tavola a colori, 1848

Una lunga fase di assestamento determina periodi di pubblicazione molto brevi per la maggior parte delle riviste che si susseguono nella seconda metà del Settecento. Alcune, come Le cabinet des Modes, affrontano periodi di interruzione, ma in breve tempo ritornano ad essere pubblicate con un diverso titolo. Tra i periodici più originali e duraturi è inoltre da citare Le Journal des Dames, fondato da Madame de Beaumer nel 1759 e completamente rinnovato, nel 1797, per opera di Pierre Antoine Leboux de la Mésangère, con il nome di Journal des Dames et des Modes. Diversi anni più tardi, nel 1829, viene pubblicato il giornale di Émile de Girardin: La Mode, patrocinato dalla duchessa di Berry e diventato estremamente famoso grazie alle collaborazioni illustri, tra cui quella del disegnatore di moda Paul Gavarni.
I giornalisti che si incaricano di portare avanti questi progetti sono figure professionali di ambo i sessi, provenienti da contesti diversi: ci sono apprendisti in cerca di affermazione, ma anche professionisti e letterati del calibro di Mallarmé, Balzac e Barbey d'Aurevilly, autori che intravedono in questa nuova tipologia di informazione un interessante contributo culturale in linea con i rinnovati valori della società.
Alle donne, in particolare, è consentito uno sbocco professionale insperato, un'opportunità per mettere in discussione gli stereotipi che le relegano da secoli in posizione subordinata rispetto al genere maschile. Nelle redazioni le giornaliste possono discutere di attualità adottando un naturale punto di vista femminile, senza esimersi dal criticare costumi e istituzioni obsolete, che minano alla libertà delle donne. La rivendicazione di una più giusta collocazione sociale della donna si spinge fino alla prefigurazione di una corrente femminista che si svilupperà soltanto sul finire del XIX secolo.

### Temi e contenuti
Boicottando gli argomenti filosofici e religiosi in favore della poesia, del racconto e delle belle lettere, il giornalismo femminile cerca di ritagliarsi uno spazio proprio, nel segno della laicità e dell'intrattenimento piacevole per il tempo libero. Differenze consistenti si frappongono tra una rivista e l'altra, in quanto non tutte si prefiggono di offrire alle fruitrici letture di elevato interesse culturale, letterario o artistico. In alcuni periodici prevalgono tematiche più frivole e mondane, mentre altre testate, pur mantenendo una linea di intrattenimento leggero, propongono argomenti dai contenuti approfonditi e curati.

### Alcuni tra i periodici femminili più diffusi (dal 1750 al 1880)
| Giornale                       | Periodo di pubblicazione | Luogo di pubblicazione | Note                                                                                         |
| ------------------------------ | ------------------------ | ---------------------- | -------------------------------------------------------------------------------------------- |
| Le Journal des Dames           | a partire dal 1759       | Parigi                 | fondato da Madame de Beaumer                                                                 |
| The Lady's Magazine            | 1770 - 1837              | Londra                 | stampato presso G.G.J e J. Robinson                                                          |
| Le Cabinet des Modes           | a partire dal 1785       | Parigi                 | nel 1789 prende il nome di Magasin des Modes Nouvelles Francais et Anglaises                 |
| Journal de la Mode et du Goût  | 1790 - 1793              | Francia                |                                                                                              |
| Journal des Dames et des Modes | 1797 - 1839              | Parigi                 | fondato da Jean-Baptiste Sellèque, diretto dal 1801 da Pierre Antoine Leboux de la Mésangère |
| Il Corriere delle Dame         | 1804 - 1874              | Milano                 | diretto da Carolina Lattanzi                                                                 |
| La Mode                        | a partire dal 1829       | Francia                | fondato da Émile de Girardin                                                                 |
| Godey's Lady's Book            | 1830 - 1898              | Stati Uniti d'America  | fondato da Louis Antoine Godey                                                               |
| Moniteur de la Mode            | 1843 - 1913              | Parigi                 |                                                                                              |
| La Dernière Mode               | a partire dal 1874       | Francia                | fondato da Stéphane Mallarmé                                                                 |

### Moda e pubblicità

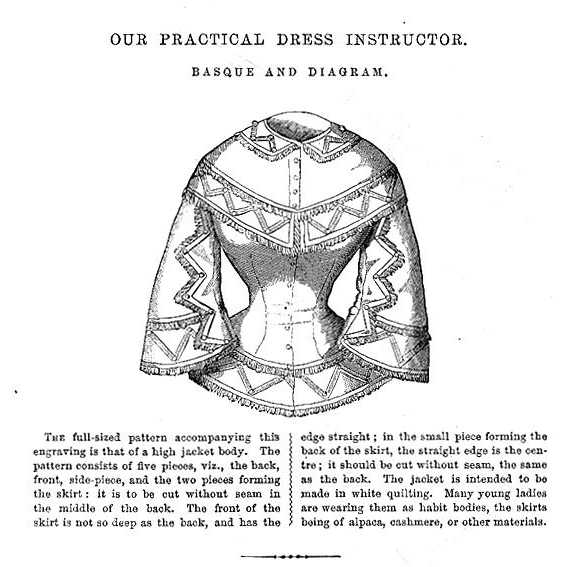
Godey's Lady's Book, 1857, istruzioni per la realizzazione di un abito

L'affermarsi delle riviste femminili è strettamente collegato alla diffusione della cultura della moda tra le fasce sociali medio-alte che compongono il tessuto cittadino di centri come Parigi e Versailles, e delle principali città europee. La moda non è più solo un lusso, ma anche uno stile di vita strettamente contemporaneo, a cui il ceto medio-alto non intende sottrarsi; accade quindi che la produzione e il commercio di oggetti di moda diventi una componente significativa dell'economia, che va alimentata e incrementata con mezzi altrettanto aggiornati e di largo consumo. Attraverso la stampa, piccole botteghe, sarti, artigiani e produttori operanti nel sistema tessile trovano un opportuno veicolo per arrivare ad un pubblico quanto mai vario, prendendo parte all'organizzazione di un mercato in evoluzione, dove la tendenza all'egualizzazione sociale si assomma alla pretesa di distinzione individuale. Il lusso e la raffinatezza si legano a nuovi canoni, coerenti al periodo post-rivoluzionario: la pulizia delle linee, la bellezza austera dei tessuti e l'eleganza delle forme rigorose e semplici sono i nuovi criteri della moda che le inserzioni pubblicitarie sulle pagine delle riviste di moda contribuiscono a veicolare, abbozzando i tratti del consumo moderno.

### La stampa di moda in Italia
Tra le prime pubblicazioni italiane le più popolari sono Il Giornale delle nuove mode di Francia e d'Inghilterra, stampato a Milano dal 1786 al 1794, e La donna galante ed erudita pubblicato a Venezia tra il 1786 e il 1788. Queste riviste traggono ispirazione dai periodici francesi, rifacendosi in particolare al parigino Cabinet des Modes e al più antico Journal des Dames. In pochi anni la diffusione dei periodici femminili si fa più ampia e, sempre su imitazione dei modelli francesi, nascono a Milano La Moda e Il Messaggero delle Mode, mentre a Napoli va in stampa l'Archivio delle Curiosità. Sarà però il meneghino Corriere delle Dame a riscuotere enorme successo, grazie all'autorevolezza dei suoi redattori e all'attenzione dimostrata nei confronti di tematiche di attualità, storia e letteratura.

### Il corriere delle dame(1804 - 1874)
Il corriere delle dame nasce a Milano, nel 1804, per opera di Carolina Arienti Lattanzi, moglie del noto giornalista romano Giuseppe Lattanzi, il quale collaborerà attivamente con la redazione del periodico. La fondazione del Corriere si colloca in concomitanza di un periodo particolarmente vitale e importante della storia di Milano: durante gli anni della sua pubblicazione si verificano infatti avvenimenti dalla portata storica determinante, che il giornale non si esime dal riportare in modo puntuale e approfondito. Se in un primo tempo la Lattanzi consegna al Corriere una decisa impronta filo-rivoluzionaria, sulla scia dell'entusiasmo per il sogno di una Milano libera dalla dominazione straniera, già nel 1815 le conseguenze della venuta di Napoleone, e della formazione della Repubblica Cispadana, segnano un certo cambiamento di rotta anche nella redazione del giornale. 
Ad articoli inneggianti l'emancipazione femminile si affiancano sonetti ed epigrammi in lode di Napoleone, di Giuseppina e dei napoleonidi. La cronaca politica e le notizie sulla situazione internazionale trovano invece posto nella rubrica intitolata «Il termometro politico», accurata sezione che non trova eguali tra le pagine delle altre testate femminili. Le donne sono chiamate a partecipare alla formazione della nuova società
e così il Corriere, ormai apertamente schierato con il regime napoleonico, si preoccupa di dispensare le proprie lezioni di morale, attraverso quelle che chiama «lezioni politico-morali», distribuite all'interno del giornale.

### Cronaca e attualità
Anche dopo la morte di Carolina Lattanzi (1818), l'attenzione per gli avvenimenti sociopolitici dell'Italia si conferma inalterata. Durante il periodo risorgimentale, di cui Milano fu fervente protagonista, il Corriere delle Dame intensificò il proprio impegno nei confronti della cronaca cittadina e internazionale, proponendo alle lettrici elaborati spunti di riflessione, nonché un autorevole punto di vista critico. Nell'inserto dedicato ai figurini di moda pubblicato il 23 marzo 1848 si legge che «Il Corriere delle Dame darà ogni numero un breve sunto de' principali avvenimenti politici che raccoglierà dalle fonti più esatte e specialmente dal Giornale Officiale del Governo Provvisorio». Nel numero dell'8 aprile dello stesso anno si apprende che 

### La moda

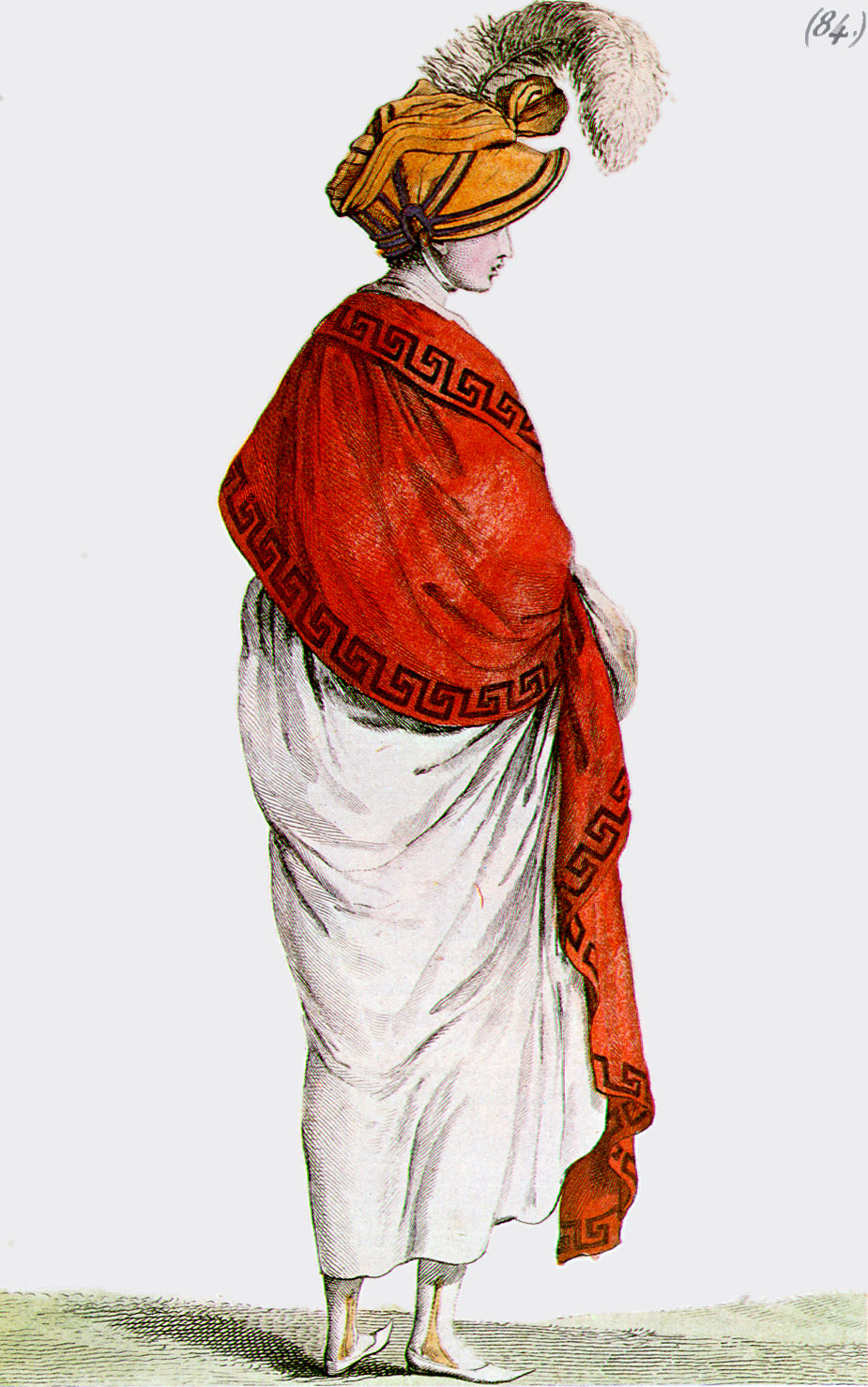
Costume Parisien, 1799. Figurino di moda francese che raffigura un abito modello «direttorio»

Molti degli inserti sul Corriere delle Dame sono, com'è ovvio, dedicati alla moda, ma la preponderanza di questo argomento non impedisce al giornale di pubblicare articoli e rubriche estremamente vari. Con le pagine intitolate «Colpo d'occhio giornaliero della città di Milano, ossia annunzio di economia, arti e commercio» il Corriere  propone a chi legge una serie di informazioni di carattere commerciale relative a botteghe artigiane e sartorie milanesi. Questo accorgimento consente alla rivista di trarre guadagno dalle inserzioni a pagamento di quanti vogliano far apparire il nome della propria attività sulle pagine della rinomata rivista.
Un servizio di «Vendita di abiti per corrispondenza» è inoltre reso disponibile per le lettrici abbonate, che ne potranno usufruire fino al 1814, e poi di nuovo a partire dall'ottobre del 1816.
Pubblicazione ininterrotta hanno invece i numerosi bozzetti di moda, che spesso risultano presi in prestito dalle affermate riviste francesi. A questi figurini il direttore del Corriere delle Dame decide di accostarne altri, realizzati in Italia per opera di modiste e sarti della città meneghina. Questa scelta, che non basta certo a sminuire l'incontrastata egemonia francese, consente però una maggiore visibilità alla moda locale, tanto che nel 1819 il Corriere pubblicherà una raccolta interamente dedicata alla moda milanese, acquistabile separatamente dalla rivista.